# Новочелатканово
Новочелатка́ново (рос. Новочелатканово, башк. Яңы Сылатҡан) — присілок у складі Аургазинського району Башкортостану, Росія. Входить до складу Чуваш-Карамалинської сільської ради.
Населення — 59 осіб (2010; 91 в 2002).
Національний склад:
- чуваші — 65%
- татари — 31%